# Eighth Grade
Eighth Grade é um filme de drama estadunidense de 2018 dirigido e escrito por Bo Burnham. Estrelado por Elsie Fisher e Josh Hamilton, estreou no Festival Sundance de Cinema em 22 de janeiro de 2018.

## Elenco
- Elsie Fisher - Kayla
- Josh Hamilton
- Emily Robinson - Olivia
- Daniel Zolghadri - Riley
- Greg Crowe - Principal McDaniels